# Поставелек
Поставелек (пол. Postawelek) — село в Польщі, у гміні Шиплішки Сувальського повіту Підляського воєводства.
Населення — 68 осіб (2011).
У 1975-1998 роках село належало до Сувальського воєводства.

## Демографія
Демографічна структура станом на 31 березня 2011 року:
|          | Загалом | Допрацездатний вік | Працездатний вік | Постпрацездатний вік |
| -------- | ------- | ------------------ | ---------------- | -------------------- |
| Чоловіки | 31      | 4                  | 23               | 4                    |
| Жінки    | 37      | 7                  | 26               | 4                    |
| Разом    | 68      | 11                 | 49               | 8                    |